# Cantó de Bar-le-Duc-Sud
El cantó de Bar-le-Duc-Sud és un cantó francès del departament del Mosa, situat al districte de Bar-le-Duc. Té 4 municipis i part del de Bar-le-Duc.

## Municipis
- Bar-le-Duc (al marge esquerre de l'Ornain)
- Combles-en-Barrois
- Robert-Espagne
- Savonnières-devant-Bar
- Trémont-sur-Saulx

## Història
| Data d'elecció                           | Identitat             | Partit                 | Qualitat |
| ---------------------------------------- | --------------------- | ---------------------- | -------- |
| 1973-1982                                | Pierre Marizier       | Centrista, després UDF |          |
| 1982-1999                                | Jean-François Legrand | UDF                    |          |
| 1999-2008                                | Gérard Abbas          | UDF                    |          |
| 2008-                                    | Diana André           | PS                     |          |
| les dades anteriors no són pas conegudes |                       |                        |          |